# Оспедалето (Тревизо)
Оспедалето је насеље у Италији у округу Тревизо, региону Венето.
Према процени из 2011. у насељу је живело 2261 становника. Насеље се налази на надморској висини од 28 м.